# Cinematic (album)
Cinematic è il sesto album in studio del progetto musicale statunitense Owl City, pubblicato nel 2018.

## Tracce
Testi e musiche di Adam Young.
1. Fiji Water – 4:20
2. The 5th of July – 4:11
3. All My Friends – 3:25
4. House Wren – 3:30
5. Not All Heroes Wear Capes – 3:46
6. Montana – 4:06
7. Lucid Dream – 4:21
8. Always – 4:38
9. Cloud Nine – 3:52
10. Winners Never Quit – 3:39
11. Madeline Island – 4:36
12. Be Brave – 5:15
13. New York City – 3:44
14. Firebird – 3:59
15. Cinematic – 4:13
16. All My Friends (alternative version) – 3:28
17. Montana (alternative version) – 3:49
18. Firebird (alternative version) – 4:30